# Matteo Maria Zuppi
Matteo Maria Zuppi (Róma, 1955. október 11. –) olasz katolikus püspök, bíboros. 2015 óta bolognai érsek.

## Pályafutása
1981. május 9-én szentelték pappá.

### Püspöki pályafutása
2012. január 31-én XVI. Benedek pápa villa novai címzetes püspökké és római segédpüspökké nevezte ki. Április 14-én szentelte püspökké a Lateráni bazilikában Agostino Vallini bíboros, római általános helynök, Giovanni Battista Pichierri trani-barletta-biscegliei érsek és Vincenzo Paglia terni-narni-ameliai püspök segédletével.
2015. október 27-én Ferenc pápa bolognai érsekké nevezte ki, majd a 2019. október 5-i konzisztóriumon bíborossá kreálta.